# Partido de las Regiones
El Partido de las Regiones (en ucraniano, Партія регіонів, trans. Pártiya Rehióniv;  en ruso, Партия регионов) fue un partido político ucraniano de carácter centrista y rusohablante, fundado el 26 de octubre de 1997 con el nombre de Partido del Renacimiento Regional de Ucrania,
 poco antes de las elecciones parlamentarias de 1998, bajo el directorio de Volodýmyr Rybak. Dentro del partido confluyen diferentes grupos políticos con visiones ideológicas divergentes.
En 2001, afrontó una profunda reforma y se unió a varios otros grupos. De acuerdo a sus propias fuentes, ese año alcanzó los 500 000 afiliados, cuando en sus albores contaba solamente con 30 000.
El partido afirmaba defender los derechos de la etnia rusa y de los hablantes de aquella lengua en Ucrania. En un principio apoyó el presidente Leonid Kuchma y se unió a la oficialista Alianza Para Ucrania Unida de cara a las elecciones parlamentarias de 2002. Las zonas donde el partido cosechómayor apoyo eran aquellas que formaban parte de la región histórica denominada Nueva Rusia, así como en el este y sudeste del país, donde contaba con un amplio apoyo popular. Sus partidarios eran, generalmente, personas mayores de 45 años.
Apoyó la candidatura de Víktor Yanukóvich en las elecciones de 2004 logrando el segundo lugar tras un recuento de votos después de las masivas protestas de la Revolución Naranja. Igualmente, el partido sacó una mayoría simple en las Elecciones Parlamentarias de 2006 y refutado en las de 2007. En 2010, llegó al poder con la candidatura de Yanukóvich convirtiéndose en la primera fuerza política del país. 
Tras las elecciones parlamentarias de 2012, consiguió 185 escaños en la Rada Suprema. A fines de ese año, conformó un interbloque de 210 escaños.
Desde noviembre de 2013 hasta febrero de 2014, Ucrania se vio inmersa en una serie de manifestaciones antigubernamentales, conocidas como Euromaidán. Los objetivos de Euromaidán eran la firma del Acuerdo de Asociación entre Ucrania y la Unión Europea suspendida por el gobierno, la destitución del presidente Yanukóvich y la celebración de elecciones anticipadas.
Tras la huida del presidente Víktor Yanukóvich en dirección desconocida el 21 de febrero de 2014, la Rada Suprema destituyó del cargo a Yanukóvich por «el abandono de sus funciones constitucionales». El 23 de febrero, el jefe del grupo parlamentario del Partido de las Regiones del huido presidente, Oleksandr Yefrémov, responsabilizó a Yanukóvich del saqueo del país y del derramamiento de sangre. El congreso expulsó del partido a Yanukóvich, y declaró que el Partido de las Regiones pasaba a la oposición.  El candidato del PR en las elecciones presidenciales anticipadas del 25 de mayo de 2014, obtuvo solo el 3 % de los votos.
Exiliado en Rusia, en 2015, Yanukóvych fue oficialmente despojado del título de presidente por la Rada y en 2019 un tribunal ucraniano lo condenó in absentia por cargos de traición al Estado, sentenciándole a 13 años de prisión.
A partir de 2020, el partido se desintegró. El 21 de febrero de 2023, pese a no tener actividad en el período reciente, fue prohibido como organización política.

## Resultados electorales

### Elecciones presidenciales
|  | 36.49 % |

|  | 56.25 % |

|  | 39.26 % |

|  | 44.20 % |

|  | 35.32 % |

|  | 48.95 % |

|  | 3.03 % |

a Candidato independiente apoyado por el partido.

### Elecciones parlamentarias
|  | 0.91 % |

|  | 32.14 % |

|  | 34.37 % |

|  | 30.00 % |